# Dominique Vallée
Dominique Vallée (* 9. April 1981 in Montreal) ist eine ehemalige kanadische Snowboarderin. Sie startete in den Disziplinen Halfpipe und Snowboardcross.

## Werdegang
Vallée nahm im Januar 1999 in Mont Sainte-Anne erstmals am Snowboard-Weltcup der FIS teil, wobei sie den 13. Platz in der Halfpipe errang und erreichte zwei Monate später mit Platz sieben im Snowboardcross in Livigno ihre erste Top-Zehn-Platzierung im Weltcup. Im folgenden Jahr gewann sie bei den Weltmeisterschaften in Madonna di Campiglio die Bronzemedaille im Snowboardcross. Zudem kam sie dort auf den 31. Platz in der Halfpipe. Nach Platz eins im Snowboardcross beim South American Cup in Pucón zu Beginn der Saison 2001/02, errang sie im Weltcup mit zwei Top-Zehn-Platzierungen den 17. Platz im Gesamtweltcup. Dabei erreichte sie mit Platz drei in der Halfpipe in Whistler ihre einzige Podestplatzierung im Weltcup. In der Saison 2002/03 kam sie mit drei Top-Zehn-Platzierungen auf den 17. Platz im Snowboardcross-Weltcup und auf den 13. Rang im Gesamtweltcup. Beim Saisonhöhepunkt, den Snowboard-Weltmeisterschaften 2003 am Kreischberg, belegte sie den 15. Platz im Snowboardcross und den vierten Rang in der Halfpipe. In der Saison 2003/04 kam sie auf den 14. Platz im Gesamtweltcup und in der Saison 2004/05 auf den 13. Rang im Halfpipe-Weltcup. Bei den Snowboard-Weltmeisterschaften 2005 in Whistler errang sie den 23. Platz im Snowboardcross und den 11. Platz in der Halfpipe. 
Im folgenden Jahr belegte Vallée in Turin bei ihrer einzigen Teilnahme an Olympischen Winterspielen den 21. Platz in der Halfpipe und den 19. Rang im Snowboardcross. In der Saison 2006/07 erreichte sie den 16. Platz im Halfpipe-Weltcup und bei den Snowboard-Weltmeisterschaften 2007 in Arosa den 15. Platz in der Halfpipe. Bei den Weltmeisterschaften zwei Jahre später in Gangwon errang sie den 16. Platz in der Halfpipe. Ihren 78. und damit letzten Weltcup absolvierte sie im Januar 2010 im Stoneham, welchen sie auf dem sechsten Platz in der Halfpipe beendete.

## Teilnahmen an Weltmeisterschaften und Olympischen Winterspielen

### Olympische Winterspiele
- 2006 Turin: 19. Platz Snowboardcross, 21. Platz Halfpipe

### Snowboard-Weltmeisterschaften
- 2001 Madonna di Campiglio: 3. Platz Snowboardcross, 31. Platz Halfpipe
- 2003 Kreischberg: 4. Platz Halfpipe, 15. Platz Snowboardcross
- 2005 Whistler: 11. Platz Halfpipe, 23. Platz Snowboardcross
- 2007 Arosa: 15. Platz Halfpipe
- 2009 Gangwon: 16. Platz Halfpipe

## Weltcup-Gesamtplatzierungen
| Saison    | Gesamt | Gesamt | Snowboardcross | Snowboardcross | Halfpipe | Halfpipe |
| Saison    | Punkte | Platz  | Punkte         | Platz          | Punkte   | Platz    |
| --------- | ------ | ------ | -------------- | -------------- | -------- | -------- |
| 1998/99   | 20     | 124.   | -              | -              | 160      | 53.      |
| 1999/2000 | 100    | 61.    | 540            | 26.            | 440      | 34.      |
| 2000/01   | 141    | 64.    | 350            | 36.            | 873      | 29.      |
| 2001/02   | 210    | 17.    | 540            | 26.            | 1420     | 18.      |
| 2002/03   | 219    | 13.    | 960            | 17.            | 740      | 27.      |
| 2003/04   | 107    | 14.    | 480            | 34.            | 480      | 35.      |
| 2004/05   | -      | -      | 270            | 37.            | 1426     | 13.      |
| 2005/06   | 1790   | 43.    | 580            | 31.            | 1160     | 24.      |
| 2006/07   | 880    | 55.    | -              | -              | 880      | 16.      |
| 2007/08   | 1010   | 62.    | -              | -              | 1010     | 21.      |
| 2008/09   | 800    | 76.    | -              | -              | 800      | 26.      |
| 2009/10   | 550    | 91.    | -              | -              | 550      | 30.      |